# Campeonato da Europa de Corta-Mato de 2023
O Campeonato da Europa de Corta-Mato de 2023 foi a 29ª edição da competição organizada pela Associação Europeia de Atletismo no dia 10 de dezembro de 2023. As provas ocorreram no Parque Laeken, em Bruxelas, na Belgica. Foram disputadas sete categorias com a presença de 524 atletas de 38 nacionalidades.

## Quadro de medalhas
O quadro de medalhas foi publicado. 
| Ordem | País          | Medalha de ouro | Medalha de prata | Medalha de bronze | Total |
| ----- | ------------- | --------------- | ---------------- | ----------------- | ----- |
| 1     | Grã-Bretanha  | 7               | 1                | 3                 | 11    |
| 2     | França        | 2               | 3                | 1                 | 6     |
| 3     | Noruega       | 1               | 1                | 2                 | 4     |
| 4     | Dinamarca     | 1               | 1                | 0                 | 2     |
| 5     | Bélgica       | 1               | 0                | 2                 | 3     |
| 6     | Irlanda       | 1               | 0                | 1                 | 2     |
| 7     | Alemanha      | 0               | 2                | 0                 | 2     |
| 7     | Países Baixos | 0               | 2                | 0                 | 2     |
| 9     | Espanha       | 0               | 1                | 2                 | 3     |
| 10    | Finlândia     | 0               | 1                | 1                 | 2     |
| 11    | Itália        | 0               | 1                | 0                 | 1     |
| 12    | Suécia        | 0               | 0                | 1                 | 1     |
| Total | Total         | 13              | 13               | 13                | 39    |

## Medalhistas
Esses foram os resultados do campeonato.
| Evento                  | Ouro | Ouro             | Prata | Prata             | Bronze | Bronze           |
| ----------------------- | --- | ---------------- | --- | ----------------- | --- | ---------------- |
| Sênior masculino 10 km  | Yann Schrub · França                                                                                                | 30:17            | Magnus Tuv Myhre · Noruega                                                                                         | 30:20             | Robin Hendrix · Bélgica                                                                                                | 30:22            |
| Sênior feminino 8 km    | Karoline Bjerkeli Grøvdal · Noruega                                                                                 | 33:40            | Nadia Battocletti · Itália                                                                                         | 34:25             | Abbie Donnelly · Grã-Bretanha                                                                                          | 34:42            |
| Sub-23 masculino 8 km   | Will Barnicoat · Grã-Bretanha                                                                                       | 23:42            | Valentin Bresc · França                                                                                            | 23:42             | Matthew Stonier · Grã-Bretanha                                                                                         | 23:51            |
| Sub-23 feminino 6 km    | Megan Keith · Grã-Bretanha                                                                                          | 25:32            | Ilona Mononen · Finlândia                                                                                          | 26:55             | Nathalie Blomqvist · Finlândia                                                                                         | 27:06            |
| Sub-20 masculino 6 km   | Axel Vang Christensen · Dinamarca                                                                                   | 16:09            | Niels Laros · Países Baixos                                                                                        | 16:10             | Nick Griggs · Irlanda                                                                                                  | 16:24            |
| Sub-20 feminino 4 km    | Innes FitzGerald · Grã-Bretanha                                                                                     | 18:19            | Sofia Thøgersen · Dinamarca                                                                                        | 18:38             | Jade Le Corre · França                                                                                                 | 18:49            |
| Equipe masculina sênior | Robin Hendrix · John Heymans · Isaac Kimeli · Marco Vanderpoorten · Pieter-Jan Hannes · Guillaume Grimard · Bélgica | 20 pts (3+6+11)  | Yann Schrub · Fabien Palcau · Hugo Hay · Donovan Christien · Bastien Augusto · França                              | 26 pts (1+10+15)  | Magnus Tuv Myhre · Henrik Ingebrigtsen · Jacob Boutera · Eivind Øygard · Even Brøndbo Dahl · Fredrik Sandvik · Noruega | 32 pts (2+12+18) |
| Equipe feminina sênior  | Abbie Donnelly · Jessica Warner-Judd · Izzy Fry · Poppy Tank · Amelia Quirk · Niamh Bridson-Hubbard · Grã-Bretanha  | 18 pts (3+5+10)  | Irene Sánchez-Escribano · Cristina Ruiz · Carolina Robles · Cristina Espejo · Marta García · Marta Pérez · Espanha | 37 pts (8+13+16)  | Lisa Rooms · Chloé Herbiet · Juliette Thomas · Victoria Warpy · Imana Truyers · Sofie van Accom · Bélgica              | 38 pts (6+9+23)  |
| Equipe masculina sub-23 | Will Barnicoat · Matthew Stonier · James Kingston · Tomer Tarragano · Henry McLuckie · Rory Leonard · Grã-Bretanha  | 25 pts (1+3+21)  | Valentin Bresc · Téo Rubens Banini · Flavien Szot · Luc Le Baron · Titouan Le Grix · França                        | 34 pts (2+15+17)  | Moa Abounnachat Bollerød · Vebjørn Hovdejord · Ibrahim Buras · Kristoffer Sagli · Noruega                              | 42 pts (4+13+25) |
| Equipe feminina sub-23  | Megan Keith · Alexandra Millard · Eloise Walker · Tia Wilson · Lynn McKenna · Olivia Mason · Grã-Bretanha           | 27 pts (1+11+15) | Lisa Merkel · Anneke Vortmeier · Mia Jurenka · Jessica Keller · Alemanha                                           | 50 pts (14+16+20) | Angela Viciosa · Maria Forero · María González · Laura Domene · Mireya Arnedillo · Marta Serrano · Espanha             | 50 pts (4+6+40)  |
| Equipe masculina sub-20 | Nick Griggs · Niall Murphy · Jonas Stafford · Seamus Robinson · Shane Brosnan · Harry Colbert · Irlanda             | 22 pts (3+9+10)  | Sam Mills · Henry Dover · Rowan Miell-Ingram · Andrew McGill · Sam Hodgson · Louis Small · Grã-Bretanha            | 24 pts (5+6+13)   | Rubén Leonardo · Unai Naranjo · Aleix Vives · Mesfin Escamilla · Sergio Del Barrio · Ronaldo Olivo · Espanha           | 43 pts (8+15+20) |
| Equipe feminina sub-20  | Innes FitzGerald · Jess Bailey · Lizzie Wellsted · Katie Pye · Moli Lyons · Zoe Hunter · Grã-Bretanha               | 22 pts (1+8+13)  | Kira Weis · Franziska Drexler · Emily Junginger · Carolina Schäfer · Carolin Hinrichs · Alemanha                   | 34 pts (4+9+21)   | Elsa Sundqvist · Ebba Broms · Tilda Månsson · Towa Nilsson · Hannah Kinane · Majken Söderlund Larsson · Suécia         | 37 pts (5+14+18) |
| Revezamento misto 6 km  | Bérénice Cleyet-Merle · Antoine Senard · Sarah Madeleine · Alexis Miellet · França                                  | 19:44            | Kevin Viezee · Jetske van Kampen · Maureen Koster · Bram Anderiessen · Países Baixos                               | 19:46             | Joshua Lay · Bethan Morley · Adam Fogg · Khahisa Mhlanga · Alemanha                                                    | 19:48            |

- Nota: Os atletas em itálico não pontuaram no resultado da equipe.